# Grombalia (délégation)
Grombalia est une délégation tunisienne dépendant du gouvernorat de Nabeul.
| Hommes | Classe d’âge | Femmes |
| ------ | ------------ | ------ |
| 1 228  | 75 ou +      | 1 487  |
| 4 684  | 60-74 ans    | 4 759  |
| 7 245  | 45-59 ans    | 7 445  |
| 8 244  | 30-44 ans    | 8 689  |
| 7 800  | 15-29 ans    | 7 465  |
| 8 671  | 0-14 ans     | 8 138  |